# Зона мёртвых
«Зона мёртвых» (серб. Зона Мртвих, англ. Zone of the Dead) — первый сербский фильм ужасов о зомби, снят режиссёрами-дебютантами Миланом Коньевичем и Миланом Тодоровичем. Премьера состоялась в 2009 году на кинофестивале в Белграде. В главных ролях снялись американские актёры-звёзды хорроров — Кен Фори («Рассвет мертвецов») и Кристина Клебе («Хэллоуин 2007»).
Ещё до выхода фильма создатели объявили о планах снять вторую часть, однако этого так и не произошло.

## Сюжет
По всей Сербии проходят военные учения, в то время как в городе Панчево происходит экологическая катастрофа. На вокзале в воздух выбрасывается экспериментальный и очень опасный химический газ, который превращает людей в безмозглых кровожадных существ. В то же время агенты Интерпола в сотрудничестве с сербскими полицейскими перевозят заключенных из Вршаца в столицу, Белград. В их число входят Мортимер Рейес, бывший агент ЦРУ, его напарница Мина, а также местный инспектор полиции Драган Белич. В транспорте есть один заключенный с загадочным прошлым, который является самым опасным преступником в регионе. На другом конце города амбициозный иностранный журналист с группой местных друзей направляется на вокзал, чтобы сделать эксклюзивный репортаж о выбросе ядовитого газа. Когда сотрудники Интерпола впервые сталкиваются с заражёнными, рутинная задача по транспортировке заключённых превращается в адскую борьбу не на жизнь, а на смерть. Агентам приходится объединить усилия с зеками и местными ребятами, чтобы противостоять полчищам живых мертвецов и выбраться из зоны заражения.

## В ролях
| Актёр            | Роль                   |
| ---------------- | ---------------------- |
| Кен Фори         | агент Мортимер Рейес   |
| Кристина Клебе   | агент Мина Милиус      |
| Миодраг Крстович | инспектор Драган Белич |
| Марко Янич       | журналист Ян           |
| Ариадна Каброль  | девушка Яна Анджела    |
| Боян Димитриевич | полицейский-новичок    |

## Производство
Фильм был выпущен 22 февраля 2009 года. 1 марта 2010 года Metrodome выпустила «Зону мёртвых» на DVD в Великобритании и Ирландии под названием «Апокалипсис мертвых». 1 сентября 2012 года Epic Pictures выпустила его на DVD в Северной Америке под тем же названием.